# Norberto Menéndez
Norberto Menéndez (Buenos Aires, 14 de diciembre de 1936-ibídem, 26 de mayo de 1994), más conocido por su apodo «El Beto», fue un futbolista argentino que se desempeñaba en la posición de delantero.
Se destacaba por ser un delantero notable, de toque justo y muy versátil, lo que le permitía adaptarse a quien sea que fuera su compañero de ataque durante su carrera. 
Se inició en el club Sacachispas y luego integró las filas del Club Atlético River Plate, en donde haría su debut profesional. Permaneció en las filas de River Plate por un tiempo prolongado y conquistaría un total de 3 títulos (1955, 1956 y 1957).
Fue transferido al Club Atlético Huracán en donde estuvo dos años para finalmente arribar al Club Atlético Boca Juniors. En el equipo «xeneize» conquistaría la misma cantidad que había conseguido con su primer club, River Plate, 3 títulos. Entre los cuales se destacan los campeonatos de primera división de los años 1962, 1964 y 1965.
Ostenta el récord de ser el único futbolista de la historia del fútbol argentino que logró 3 campeonatos de primera división jugando para los dos clubes más grandes e importantes de Argentina, los cuales disputan entre sí el renombrado Superclásico del fútbol argentino.
Continuó su carrera en Colón y finalmente se retiraría de la actividad profesional en el Defensor Sporting de Uruguay.
Fue internacional con la Selección de fútbol de Argentina, con la cual disputó la Copa Mundial de Fútbol de 1958, con sede en Suecia.
"El Beto" se casó en el año 1959 con Zulema, con quien tuvo dos hijos, dándole a su vez 3 nietos.

## Carrera

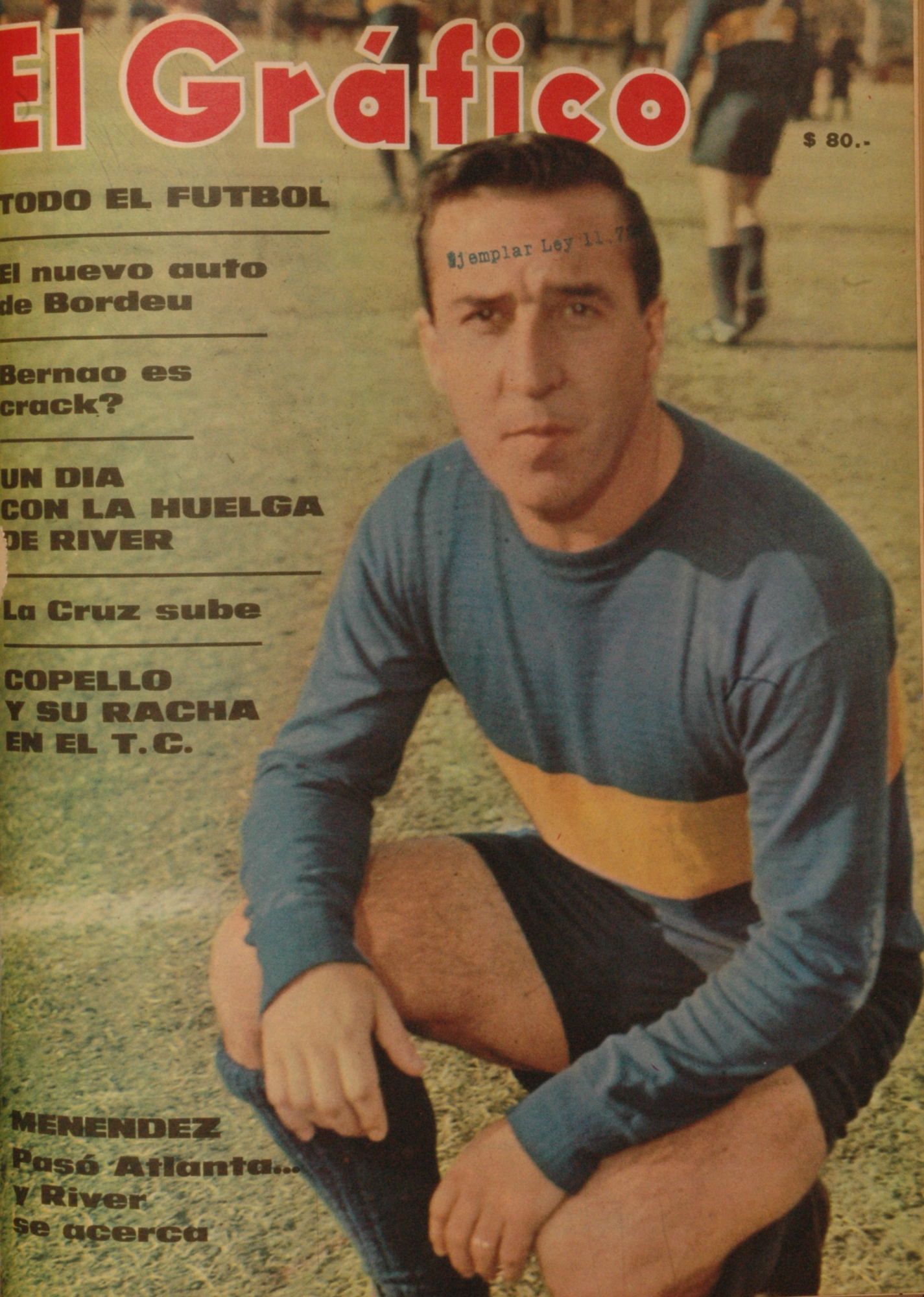
Menéndez (Boca) en 1967.

El Beto Menendez debutó en Primera División vistiendo la camiseta de River Plate, en el año 1954 en reemplazo de Ángel Labruna, el partido fue contra Boca Juniors, en La Bombonera, y terminó con una victoria de River 1 a 0 con gol de Eliseo Prado. 
Recién en el año 1956 pudo afianzarse en la primera de River. Hasta entonces grandes jugadores como Sívori, Labruna, Gómez, Loustau solo le permitían jugar en los últimos minutos de los partidos. En el año de 1957 Omar Sívori fue vendido a Italia y Menéndez pasó a ser la pieza fundamental de ese año. En River Plate disputó 119 partidos y marcó 57 goles. Con 3 títulos ganados jugó hasta el año 1960.
Después de River, pasó al club Huracán, para luego pasar al club Boca Juniors en 1962. Vistiendo la camiseta de Boca conquistó 3 títulos. En 1968 pasó al club Colón.
Terminó su carrera en Uruguay, jugando para el Defensor Sporting Club donde se retiró de fútbol.
También jugó para en la Selección Argentina, en el mundial de Suecia 1958.
En 1974 volvió a River como ayudante de campo de Enrique Omar Sívori.

## Clubes
| Club              | País      | Año       |
| ----------------- | --------- | --------- |
| River Plate       | Argentina | 1954-1960 |
| Huracán           | Argentina | 1960-1962 |
| Boca Juniors      | Argentina | 1962-1968 |
| Colón             | Argentina | 1968-1970 |
| Defensor Sporting | Uruguay   | 1970-1971 |

### Participaciones en Copas del Mundo
| Mundial                        | Sede   | Resultado    | Partidos | Goles |
| ------------------------------ | ------ | ------------ | -------- | ----- |
| Copa Mundial de Fútbol de 1958 | Suecia | Primera Fase | 3        | 1     |

## Palmarés

### Campeonatos nacionales
| Título           | Club         | País      | Año  |
| ---------------- | ------------ | --------- | ---- |
| Primera División | River Plate  | Argentina | 1955 |
| Primera División | River Plate  | Argentina | 1956 |
| Primera División | River Plate  | Argentina | 1957 |
| Primera División | Boca Juniors | Argentina | 1962 |
| Primera División | Boca Juniors | Argentina | 1964 |
| Primera División | Boca Juniors | Argentina | 1965 |